# Nikita Chartčenkov
Nikita Aleksandrovič Chartčenkov (in russo Никита Александрович Харченков?; Leningrado, 12 gennaio 1987) è un ex cestista russo con cittadinanza tedesca.